# Calanthemis hauseri
Calanthemis hauseri là một loài bọ cánh cứng trong họ Cerambycidae.